# Giovanni Francesco Rustici
Pour les articles homonymes, voir Rustici.
Giovanni Francesco Rustici ou Giovanfrancesco Rustichi (né en 1474 à Florence et mort à Tours en 1554), est un sculpteur et un architecte italien.

## Biographie
Giovan Francesco Rustici a été formé dans l'entourage de Verrocchio et a été l'ami de Léonard de Vinci. Il a été célèbre de son vivant, notamment pour ses œuvres en bronze. Il a été invité par François Ier à la cour de France. Il meurt, dit-on, à Tours en 1554.

## Œuvres principales
- La prédication de saint Jean-Baptiste (1506-1511), groupe en bronze, au-dessus de la porte Nord du baptistère de la cathédrale de Florence, Italie
- Buste de Boccace, Chiesa SS Jacopo e Filippo, Certaldo, Italie
- Noli me tangere, terre cuite, musée national du Bargello, Florence, Italie
- Scène de combat : cavalier se défendant contre quatre fantassins (d'après la bataille d'Anghiari de Léonard de Vinci), terre cuite, 46,5 x 4,5 x 24 cm, musée du Louvre, Paris
- Scène de combat (d'après la bataille d'Anghiari de Léonard de Vinci), terre cuite, musée national du Bargello, Florence, Italie